# Tympanoplastyka
Tympanoplastyka, operacja tympanoplastyczna – rodzaj operacji laryngologicznej poprawiającej słuch poprzez odtworzenie drogi przewodzenia dźwięku w uchu środkowym.
Istotą zabiegu jest rekonstrukcja kosteczek słuchowych lub błony bębenkowej. Tympanoplastyka to operacja w obrębie jamy bębenkowej. Wykonuje się ją przy użyciu mikroskopu operacyjnego.
Wskazaniem do wykonania tympanoplastyki jest przewlekłe zapalenie ucha środkowego. Wykonuje się ją czasem także w  perlakowym zapaleniu ucha środkowego jako operację odtwórczą.
Zgodnie z podziałem Wullsteina wyróżnia się 5 typów operacji tympanoplastycznych:
- Typ 1. Plastyka błony bębenkowej (zamknięcie ubytku)
- Typ 2. Uzupełnienie ubytków w łańcuchu kosteczek słuchowych
- Typ 3. Nakrycie strzemiączka błoną bębenkową
- Typ 4. Przykrycie płatem skórnym podstawy strzemiączka (brak jest łańcucha kosteczek słuchowych)
- Typ 5. Wycięcie okienka w kanale półkolistym poziomym i nakrycie go płatem skórnym